# Oligoryzomys nigripes
Oligoryzomys nigripes är en däggdjursart som först beskrevs av Ignaz von Olfers 1818.  Oligoryzomys nigripes ingår i släktet Oligoryzomys och familjen hamsterartade gnagare. IUCN kategoriserar arten globalt som livskraftig. Inga underarter finns listade i Catalogue of Life.
Arten förekommer i östra Brasilien, östra Paraguay, Uruguay och nordöstra Argentina. Den lever i landskapet Cerradon och på jordbruksmark. Individerna är aktiva på natten och främst växtätare. Honor har 2 till 4 ungar per kull.